# Pardosa lugubris
Pardosa lugubris es una especie de araña araneomorfa del género Pardosa, familia Lycosidae. Fue descrita científicamente por Walckenaer en 1802.
Habita en Europa, Turquía, Cáucaso, Rusia (Europa hasta el sur de Siberia), Kazajistán e Irán.